# 週期
週期（英語：period）指的是完成往復運動一次所需要的時間，物理學上通常以 {\displaystyle T} 表示，單位為s。
週期為頻率（物理學上通常以 {\displaystyle f} 表示）的倒數：{\displaystyle T={\frac {1}{f}}}
- 在物理的波動學上，波的週期即是波行經介質時，介質的上一個質點完成一次振動的時間。
- 在物理上，當一彈簧作簡諧運動時，其振盪的週期 T 為：
{\displaystyle T=2\pi {\sqrt {\frac {m}{k}}}}

其中 {\displaystyle m} 為彈簧的質量，{\displaystyle k} 為彈簧的劲度系數（或称倔强系数），{\displaystyle T} 為擺盪的週期。
而其質量的單位為kg，劲度系数的單位為N/m，週期的單位為s。

## 定義
- 振源做一次完整振動所需時間
- 產生一個全波所需時間
- 波前進一個波長距離所需時間
- 介質做一次完整振動所需時間
- 一個全波通過某點介質所需時間